# عربتک
عربتک (به انگلیسی: Arabtec) شرکت ساخت‌وساز اماراتی است، که در زمینه ارائه خدمات مهندسی عمران، احداث املاک و مستغلات، زیرساخت‌های شهری و سازه‌های صنعتی فعالیت می‌کند. عربتک هم‌اکنون بزرگترین شرکت ساخت‌وساز حوزه خلیج فارس می‌باشد و بیشترین سهم را در ساخت ساختمان‌های تجاری، اداری، مسکونی و زیرساخت‌های شهری امارات داراست.
شرکت عربتک در سال ۱۹۷۵ توسط ریاض کمال تأسیس شد و در حال حاضر در پروژه‌های ساختمانی زیادی در کشورهای امارات متحده عربی، اردن، پاکستان، قطر، آفریقای شمالی، روسیه، سوریه، لبنان و عربستان سعودی مشارکت داشته‌است. از پروژه‌های انجام شده توسط این شرکت می‌توان به: برج خلیفه، برج العرب، ترمینال یک فرودگاه بین‌المللی دبی،
دفتر مرکزی این شرکت در شهر دوبی، امارات متحده عربی قرار دارد و بخشی از سهام آن در بازار مالی دوبی معامله می‌شود. عربتک هم‌اکنون از اسپانسرهای اصلی باشگاه فوتبال منچستر سیتی بشمار می‌آید.